# Gantsch

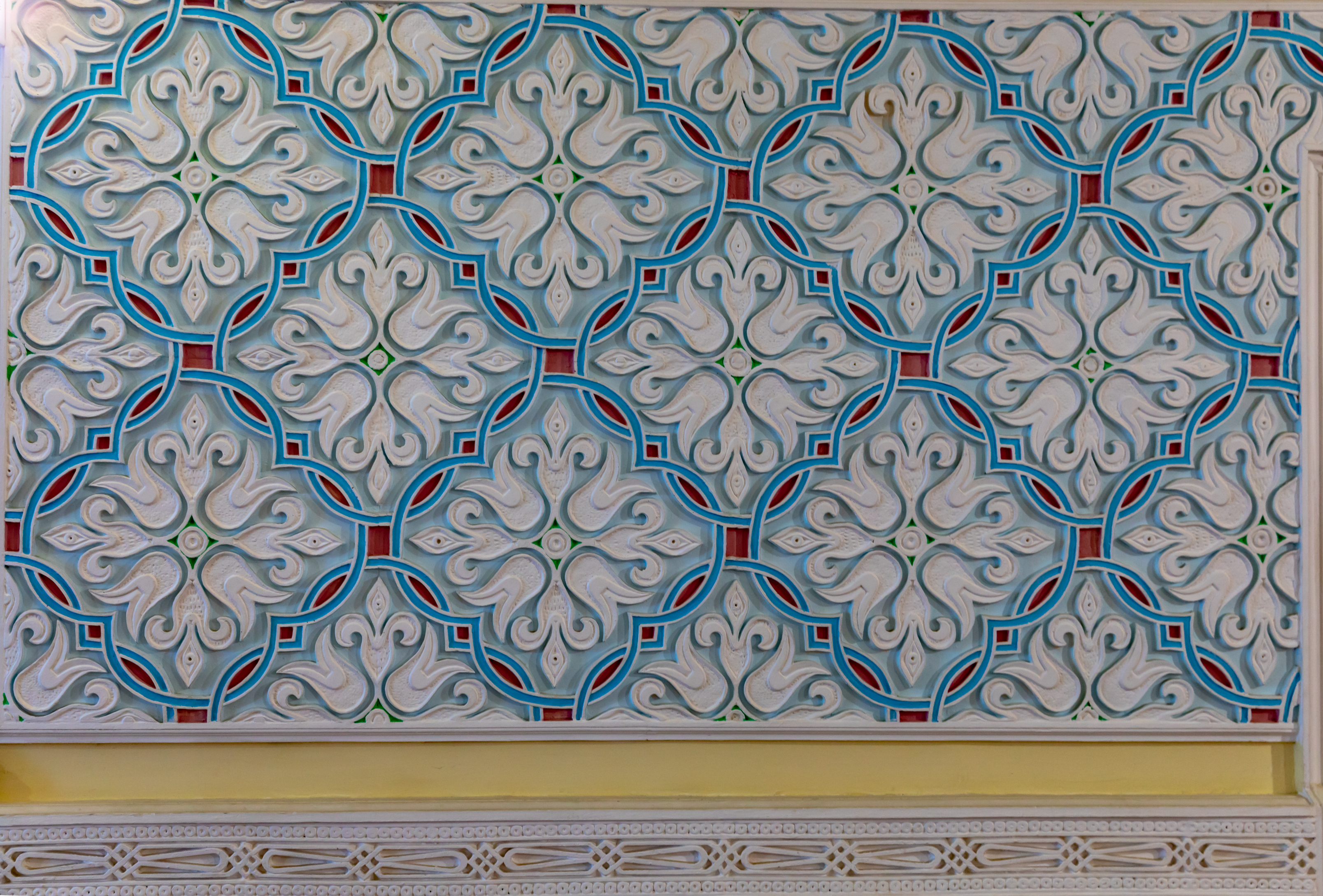
Eingefärbte Ganch-Schnitzerei

Gantsch (usbekisch Ganch) ist eine in Zentralasien verbreiteter Stuckmörtel aus gebranntem und zermahlenem Gips mit Ton (bzw. Lösserde). Sie wird hauptsächlich für räumlich-plastische Dekors (Skulpturen, Reliefs usw.) verwendet.
Das heiße Klima Usbekistans trägt zum sofortigen Festwerden der Lösung bei, was die Arbeit des Meisters erheblich erleichtert.
Hier ist das Dekorationsmaterial Stein und Holz überlegen.

## Anwendung

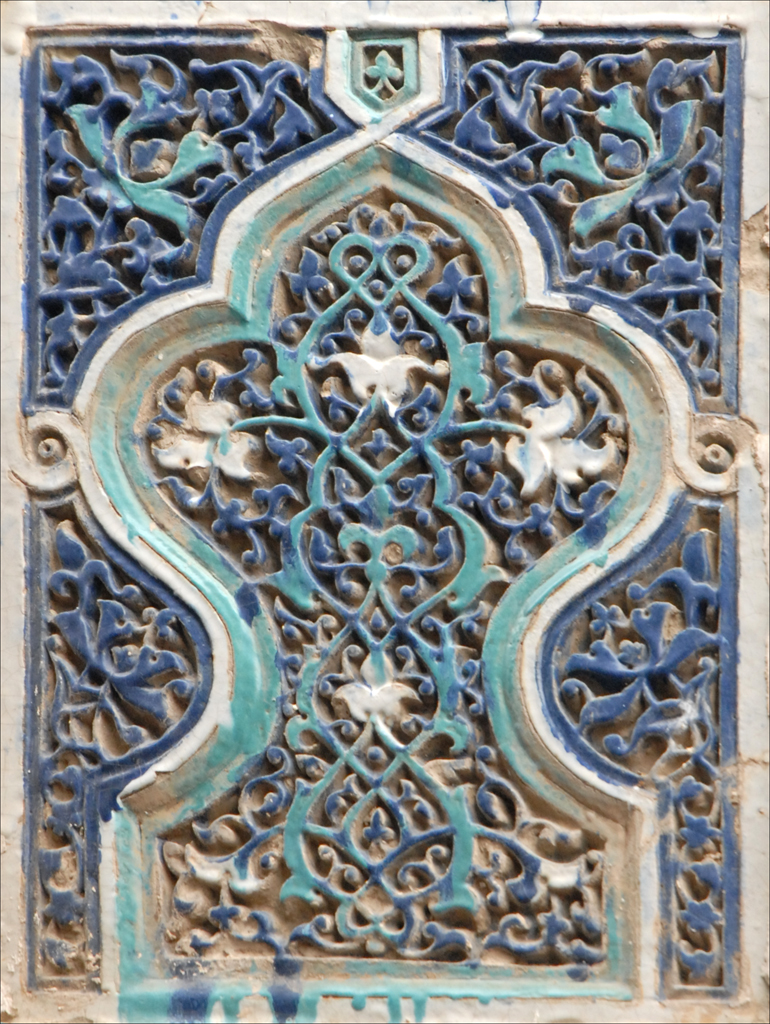
Gantsch im Mausoleum von Shadi-Mulk-Aga

Im ersten Arbeitsschritt wird das Rohmaterial gereinigt, gebrannt und mit Wasser gemischt. Anschließend wird auf die Wand, die der Künstler dekorieren will, eine doppelte Schicht der vorbereiteten Lösung aufgetragen. Die erste Schicht wird innerhalb weniger Sekunden hart und monolithisch, während die zweite Schicht ziemlich lange weich wie Knetmasse bleibt. Genau mit dieser Schicht arbeitet der Meister und überträgt das ausgewählte Muster auf die Oberfläche, das zuvor auf Papier skizziert wurde. Dann beginnt das sorgfältige und sehr vorsichtige Ausschneiden des Ornamentes mit Hilfe von Skalpell, Messer, Schabern und anderen speziellen Werkzeugen. In der abschließenden kreativsten Phase der Arbeit kann der Künstler seiner Fantasie mit einer Palette von Schattierungen, Farben und Schatten freien Lauf lassen und experimentieren.

## Geschichte
Nach historischen Daten beschäftigten sich die Menschen bereits vor unserer Zeitrechnung mit dem Schnitzen von Ganch, als es Usbekistan noch nicht gab. Schon damals wurde Alabaster als Bau- und Dekorationsmaterial verwendet.
Zum 3.–4. Jahrhundert gehören Bilder aus Alabaster, die von Archäologen im Wohnzimmer in einer der Toprak-Kala-Festungen gefunden wurden, und aus dem 6.–8. Jahrhundert sind Muster von Pflanzenornamenten in der Stadt Varahsha in der Nähe von Buxoro erhalten.
Dieses Handwerk erreichte den Höhepunkt seiner Popularität im 17.–19. Jahrhundert unserer Zeitrechnung. Die Muster schmückten nicht nur die Außenwände der Gebäude, sondern auch die Innenräume. Während dieser Jahrhunderte wurden neue Schnitzmethoden und ‑arten entdeckt.